# Vágó Piros
Vágó Piros (Budapest, 1973. június 19.) magyar rádiós műsorvezető. 1999 és 2009 között a Danubius Rádió, 2009. november 19. és 2016. november 18. között a Class FM, 2016. november 21-től pedig a Sláger FM műsorvezetője volt 2017. december 21-ig. 2020. október 3-tól a Retro Rádió műsorvezetője.

## Életpálya
Több mint húsz éve dolgozik a rádiós szakmában, ám kisgyermekkorában a szórakoztatóiparban képzelte el jövőjét: cirkuszi dolgozóként, kamaszkorában pedig színésznőként. Francia-német szakos bölcsészként diplomázott a szegedi József Attila Tudományegyetemen és ekkor már a média világa foglalkoztatta. Bemondónőként akart tevékenykedni, ezért jelentkezett a Komlósi Oktatási Stúdióba, ahová felvették. Onnan a Nap TV-n futó Riporter kerestetik című műsorba nevezték be. A döntőig jutott, így megkapta első állását, mivel a döntősök ott maradhattak dolgozni.
Ezután a szentendrei Pilis Rádióban dolgozott másfél évig, ahol közreműködött az alapításban is. Majd egy teljes évre a budapesti 92.9 Star Rádióhoz került, ahol Garami Gábor volt a közvetlen munkatársa a reggeli műsorban, újabb egy évig pedig a Sláger Rádióban munkálkodott vasárnapi műsorvezetőként. 1999-től a Danubius Rádióban volt hallható Jakupcsek Gabriella helyett, mely 2009. november 18-án szűnt meg. Később Rákóczi Ferenc és Lovász László műsorvezetőkkel is szórakoztatta a hallgatókat a Danubius Csiliben, reggel fél 6-tól 9 óráig. Végül minden hétvégén, reggel 6 órától délig a Hétvége Reggel című műsort vezette. 2000-ben, illetve 2001-ben Az év legnagyszerűbb női rádiós műsorvezetője díjat nyerte el.
A rádiózás mellett a televíziós szakmában is jártas. Fél évig a Magyar Televízió Naprakész című élő műsorában tevékenykedett, de vendég-műsorvezetőként az RTL Klub Reggelijében is láthatták a tévénézők.
A Danubius Rádió megszűnése után, 2009. november 19. és 2016. november 18. között, 15 órától eleinte 18, majd 20 óráig a Class FM hétköznap délutánonként jelentkező műsorának (Class Délután) háziasszonya volt a rádió analóg megszűnéséig. Az utolsó egy évben, 19 óra után a 10 perc pihenő című műsorrészben a hallgatók kívánságait teljesítette a Class Délután keretein belül, miszerint melyik dal csendüljön fel a meghirdetettek közül. 2016. november 21-től a Sláger FM-en hallható Sláger Reggel című reggeli műsor háziasszonya volt Abaházi Csaba oldalán. 2017. december 21-én elköszönt a Sláger FM reggeli műsorában a hallgatóktól, illetve a rádiózástól. Más területen szeretne próbálkozni a műsorvezetőnő, ám konkrétumot nem osztott meg a nyilvánossággal.
2020. szeptember 24-én, az Abaházi Presszó című műsorban jelentette be, hogy a Retro Rádióban tér vissza a rádiózáshoz. Új, gasztronómiával foglalkozó műsora, a Rádiókonyha 2020. október 3-án debütált. A műsor minden szombaton 10 és 12 óra között hallható a Retro Rádióban.
Ezután 2022. február közepétől minden hétköznap hallható a retró rádió délelőtti műsorában 10:00 – 14:00 – ig.